# Monthou-sur-Bièvre

Monthou-sur-Bièvre este o comună în departamentul Loir-et-Cher, Franța. În 1 ianuarie 2022 avea o populație de 793 de locuitori.